# Unifikace práva
Unifikace práva je záměrná, společně realizovaná činnost unifikujících subjektů směřující k vytvoření jednotného textu právních norem, který bude zaveden jako platné právo do právních řádů unifikujících subjektů. Unifikovat je možné nejen hmotné právo, když jsou vytvářeny tzv. přímé normy, ale i normy kolizní, čímž se sjednocuje nakládání s právem a přístup k právu. Unifikaci (i harmonizaci) se ve své činnosti věnuje také Komise OSN pro mezinárodní obchodní právo UNCITRAL.
Unifikace je možná mezi dvěma a více státy (mezinárodní unifikace) nebo v rámci soustátí, v němž se současně vyskytuje několik právních řádů v důsledku jejich spojení či odlišného historické vývoje (vnitrostátní unifikace). Vnitrostátní unifikace probíhala po roce 1918 i v Československu, kde byl po jeho vzniku právní trialismus – rakouské právo v Čechách, na Moravě a ve Slezsku, uherské právo na Slovensku a Podkarpatské Rusi a německé právo na Hlučínsku. Československá vnitrostátní unifikace nebyla do zániku federace završena a navzdory snahám zde působil právní systém český, slovenský a československý.